# Povere serve della Divina Provvidenza
Le Povere Serve della Divina Provvidenza sono un istituto religioso femminile di diritto pontificio: le suore di questa congregazione pospongono al loro nome la sigla P.S.D.P.

## Storia
La congregazione sorse come ramo femminile dei Poveri Servi della Divina Provvidenza: in principio don Giovanni Calabria aveva chiamato le Sorelle della Misericordia a prestare servizio presso la sua opera in favore della gioventù abbandonata, poi il vescovo di Verona Bartolomeo Bacilieri gli suggerì di raccogliere una nuova comunità di religiose (il presule disapprovava che le Sorelle della Misericordia, fondate per l'assistenza infermieristica agli ammalati, venissero distolte dalle loro finalità originarie).
Il 17 aprile 1910 venne accolta nell'opera la prima volontaria e le prime sette aspiranti emisero in forma privata i voti religiosi nelle mani di don Calabria il 13 dicembre 1911; la prima superiora della comunità fu Maria Galbusera (1874-1917).
Il vescovo Girolamo Cardinale eresse le Povere Serve della Divina Provvidenza in congregazione di diritto diocesano il 25 marzo 1952; l'approvazione pontificia concessa dalla congregazione per i Religiosi venne confermata da papa Giovanni Paolo II il 18 marzo 1982.

## Attività e diffusione
Le Povere Serve della Divina Provvidenza si dedicano a diverse forme di apostolato, in base alle necessità delle popolazioni tra le quali operano.
Sono presenti in Europa (Italia, Romania), in Africa, Sud America (Argentina, Brasile, Paraguay, Uruguay), in India e in Angola. La sede generalizia è a Verona.
Alla fine del 2008 la congregazione contava 112 religiose in 28 case.